# Patgram
Patgram è un sottodistretto (upazila) del Bangladesh situato nel distretto di Lalmonirhat, divisione di Rangpur. Si estende su una superficie di 261,51 km² e conta una popolazione di 218.615  abitanti (censimento 2011).